# Xã Wyman, Quận Washington, Arkansas
Xã Wyman (tiếng Anh: Wyman Township) là một xã thuộc quận Washington, tiểu bang Arkansas, Hoa Kỳ. Năm 2010, dân số của xã này là 801 người.